# Spirits Having Flown
Spirits Having Flown («Блуждающие духи») — пятнадцатый студийный альбом британского трио Bee Gees. Записан в марте — ноябре 1978 года (в то же самое время музыканты группы снимались в фильме «Оркестр клуба одиноких сердец сержанта Пеппера»). Вышел в феврале 1979 года и был продан общим тиражом 30 миллионов экземпляров. Возглавив хит-парады в США и Великобритании, а также в Австралии, стал одним из наиболее успешных альбомов в дискографии Bee Gees, своего рода квинтэссенцией их творчества.

## Значение
Альбом ознаменовал завершение самого успешного временного периода группы, до серьёзного спада в начале 1980-х, когда они подверглись почти полному отключению от радио (особенно в Америке), которое Робин Гибб назвал «цензурой» и «злом» в одном из своих интервью.
Reprise Records восстановил и переиздал альбом на компакт-диске в 2006 году, хотя в него не было включено никаких дополнительных треков, демо или отрывков. Первый и единственный альбом номер один в Великобритании. Альбом также возглавлял чарты Австралии, Канады, Германии, Новой Зеландии, Швеции и США.

## Запись
Сопродюсер Альби Галутен вспоминает, что авторами альбома были, в первую очередь, Барри Гибб и Карл Ричардсон, а также он сам, так как они работали над альбом в Criteria Studios вместе с другими музыкантами. Блю Уивер также вспоминал, что Робин Гибб принимал наибольшее участие, тогда как творческие способности, Мориса Гибба, который внёс, вероятно, наименьший вклад, были подорваны алкоголизмом. К тому же он был ослаблен болезнью (ему диагностировали боли в спине, вызванные неисправным диском). Он сказал, что будет заниматься бас-гитарой, и без его ведома Барри и Робин наняли других помощников, чтобы они играли его партии, так как ни Барри, ни Робин не могли на него положиться.
Во время записи Робин и Морис в основном играли роль бэк-вокалистов, а также дополняли основные мелодии, исполняемые вокалистами (вокальные гармонии). Барри исполнял многие вокальные дубли, многократно повторяя записанную работу. Робин записал один сольный вокал («Living Together»), который спел фальцетом, а Барри — чередующийся вокал в своём обычном регистре. Этот альбом содержал наименьшее количество ведущих вокалов, исполненных Робином во всех альбомах Bee Gees, за исключением Cucumber Castle 1970 года, так как он в то время не входил в группу. Как и в случае с последними четырьмя альбомами Bee Gees, у Мориса не было сольного вокала, в то время как Барри был выдающимся вокалистом.
The Bee Gees были отнесены к диско-группам после альбома Saturday Night Fever, хотя в интервью 1978 года Барри заметил: «Люди думают, что мы сейчас просто диско. Конечно, это неправда. Если вы посмотрите на саундтреки SNF, там есть кое-что другое: танцевальная музыка присутствует, но у нас также есть баллады, такие как „More Than a Woman“ и другие». Пытаясь противостоять типажу, первым синглом альбома Spirits Having Flown стала баллада «Too Much Heaven», в которой по-новому прозвучала валторна (Джеймс Панков, Уолт Паразайдер и Ли Локнейн). Таким образом, Bee Gees возродил интонации и темы, прозвучавшие в песне о Чикаго «Little Miss Lovin», а их клавишник Блю Уивер исполнил соло на «No Tell Lover». Записанная для альбома композиция «Desire» в итоге была выпущена как сольный сингл Энди Гибба.

## Выпуск
Spirits Having Flown вышел 24 января 1979 года на две недели раньше, чем предполагалось, из-за утечки информации, прозвучавшей по американскому радио. Через несколько недель альбом вышел в Новой Зеландии и странах Южной Америки. В США альбом был поддержан рекламой на всю страницу в Billboard и Rolling Stone, что послужило причиной многочисленных положительных отзывов. Он возглавил чарты альбомов в нескольких странах, включая США и Великобританию. Его три сингла «Tragedy», «Too Much Heaven» и «Love You Inside Out» возглавили чарты США. Заглавный трек также был выпущен в качестве сингла в Великобритании и нескольких других странах в декабре 1979 года для продвижения компиляции Bee Gees Greatest.
В 1981 году Spirits Having Flown был выпущен в СССР на фирме «Мелодия» под названием «Ансамбль «Би Джиз» и стал вторым и последним альбомом группы, вышедшим в Советском Союзе.
В 1983 году «Мелодия» выпустила так называемый «запоздалый» сингл, куда вошли три песни из альбома: «Spirits (Having Flown)» («Чувства»), «I’m Satisfied» («Я счастлив») и «Until» («До тех пор»).

## Список композиций
Все треки написаны Барри, Робином и Морисом Гиббом.
Сторона первая
| Заглавие             | Ведущий вокал               | Длина |
| -------------------- | --------------------------- | ----- |
| Трагедия             | Барри                       | 5:03  |
| Слишком много рая    | Барри (с Робином и Морисом) | 4:55  |
| Люблю тебя наизнанку | Барри                       | 4:11  |
| Протянуть руку       | Барри                       | 4:05  |
| Духи (прилетевшие)   | Барри                       | 5:19  |

Сторона вторая
| Заглавие               | Ведущий вокал | Длина |
| ---------------------- | ------------- | ----- |
| Искать, найти          | Барри         | 4:13  |
| Стоп (подумай ещё раз) | Барри         | 6:40  |
| Жизнь вместе           | Робин и Барри | 4:21  |
| Я удовлетворен         | Барри         | 3:55  |
| До того как            | Барри         | 2:27  |

## В записи участвовали
Список составлен на основании данных сайта AllMusic.
| Bee Gees: - Барри Гибб — вокал, ритм-гитара - Робин Гибб — гармония и бэк-вокал, ведущий вокал (в «Too Much Heaven» и «Living Together») - Морис Гибб — гармония и бэк-вокал, бас, ведущий вокал (в «Too Much Heaven») | Bee Gees Band: - Алан Кендалл — соло-гитара - Деннис Брайон — ударные - Блю Уивер — синтезатор, фортепиано, клавишные, вибрафон |

| Приглашённые музыканты: - Нил Бонсанти — валторна - Гэри Браун — саксофон - Гарольд Коварт — бас - Кен Фолк — валторна - Альби Галутен — синтезатор, бас, дирижирование - Питер Грейвс — валторна - Джо Лала — ударные, конга - Ли Локнейн — валторна (в «Too Much Heaven» и «Stop (Think Again)») - Херби Мэнн — флейта (в «Spirits (Having Flown)») - Джеймс Панков — валторна (в «Too Much Heaven» и «Stop (Think Again)») - Уолтер Паразайдер — валторна (в «Too Much Heaven» и «Stop (Think Again)») - Билл Перс — духовые инструменты - Уит Сайднер — валторна | Приглашённые музыканты: - Расс Пауэлл — гитара - Джордж Терри — гитара - Стэн Уэбб — валторна - Даниэль Бен Зубулон — ударные, конга Технический персонал: - Bee Gees — музыкальный продюсер - Карл Ричардсон — музыкальный продюсер, звукорежиссёр - Альби Галутен — музыкальный продюсер - Деннис Хетцендорфер — ассистент звукорежиссёра - Джон Бланш — ассистент звукорежиссёра - Джордж Марино — инженер мастеринга - Эд Караефф — арт-директор, фотограф |

## Сертификация и продажи
Альбом был продан тиражом более 20 миллионов копий по всему миру по состоянию на 1997 год. В 2003 году BBC даже сообщила о 30 миллионах мировых продаж. RIAA включила альбом в список сертифицированных «платиновых» альбомов (1 000 000 продано), но продажи не были официально зарегистрированы. Во многих статьях и на веб-сайтах упоминается, что альбом был продан тиражом 6 000 000 копий только в США, но эти результаты являются неофициальными, поэтому альбом не фигурирует во многих списках «самых продаваемых» альбомов.

## Позиции в хит-параде
Альбом
| Страна                            | Высшая позиция в чарте | Недели в чарте |
| США                               | 1                      | 55             |
| Cash Box (музыкальный журнал)     | 1                      | 55             |
| Record World (музыкальный журнал) | 1                      | 55             |
| Франция                           | 1                      | 48             |
| Канада                            | 1                      | 37             |
| Великобритания                    | 1                      | 33             |
| Австралия                         | 1                      | 30             |
| Испания                           | 1                      | 28             |
| Новая Зеландия                    | 1                      | 20             |
| Нидерланды                        | 1                      | 19             |
| Норвегия                          | 1                      | 17             |
| Швеция                            | 1                      | 15             |
| Япония                            | 2                      | 59             |
| Австрия                           | 2                      | 28             |

Синглы
| Дата              | Сингл                 | Примечания           | Высшая Позиция |
| ----------------- | --------------------- | -------------------- | --- |
| ноябрь 1978 года  | «Too Much Heaven»     | Выпущен во всем мире | #1 США, #1 Норвегия, #3 Великобритания, #1 Бразилия , #2 Франция, #1 Италия, #1 Новая Зеландия, #1 Канада                                      |
| февраль 1979 года | «Tragedy»             | Выпущен во всем мире | #1 США, #1 Бразилия, #1 Великобритания, #1 Канада, #1 Испания, #2 Германия, #1 Италия, #1 Франция, #1 Бразилия, #1 Ирландия, #1 Непал, #1 Перу |
| апрель 1979 года  | «Love You Inside Out» | Выпущен во всем мире | #1 US, #13 Великобритания, #1 Канада, #3 Чили, #6 Ирландия, #17 Италия                                                                         |